# Garypus guadalupensis
Garypus guadalupensis är en spindeldjursart som beskrevs av Chamberlin 1930. Garypus guadalupensis ingår i släktet Garypus och familjen gammelekklokrypare. Inga underarter finns listade i Catalogue of Life.